# Вьолундарквида
„Вьолундарквида“ или „Поема на Вьолунд“ е една от поемите в Поетичната Еда.

## История
Поемата разказва историята на майстора Вьолунд. В поемата той е наричан „принц на елфите“. В поемата той е син на краля на финландците. Жена му, валкирия, го изоставя след девет години и по-късно е хванат от Нидуд, крал на Швеция, жаден за злато. Вьолунд е назначен да работи на остров и да прави артефакти за краля, но успява да избяга. Убива синовете на Нидуд, забременява дъщеря му, след което избягва смеейки се.
Поемата е съхранена в целостта си в Codex Regius, а началото на пролога в проза може да бъде открит и във фрагмента AM 748 I 4to.